# Lecanora thallophila
Lecanora thallophila är en lavart som beskrevs av Hugo Magnusson. Lecanora thallophila ingår i släktet Lecanora och familjen Lecanoraceae.   Inga underarter finns listade i Catalogue of Life.